# 해리 마코위츠
해리 맥스 마코위츠(Harry Max Markowitz, 1927년 8월 24일~2023년 6월 22일)는 미국의 경제학자이다. 캘리포니아 샌디에이고에 위치한 캘리포니아 대학의 래디 매니지먼트 스쿨(Rady School of Management)에 있다. 현대 포트폴리오 이론 분야의 선구적인 업적으로 가장 잘 알려져 있으며 이를 인정 받아 1990년에 노벨 경제학상을 수상했다. 마코위츠의 현대 포트폴리오 이론은 자산 리스크, 상호작용, 다각화 등이 투자 포트폴리로의 기대 수익에 미치는 영향에 대한 연구 결과이다.

## 학력
- 1943년~1947년: 시카고 대학교(철학사)
- 1947년~1950년: 시카고 대학교 대학원(경제학 석사)
- 1952년~1954년: 시카고 대학교 대학원(경제학 박사)

## 생애
해리 마코위츠는 1927년 8월 24일, 시카고에서 모리스와 밀드레드 마코위츠의 자녀로 태어났다. 고등학교 재학 중에 물리학과 철학에 흥미를 가졌다. 시카고 대학을 다니는 동안에도 데이비드 흄의 사상에 대한 관심은 계속 이어졌다. 인문과학 학사 학위를 받은 후, 마코위츠는 경제학을 전공하기로 결정하고 시카고 대학에서의 연구를 계속해나간다. 그는 밀턴 프리드먼, 찰링 코프만스, 제이코브 마르샤크(Jacob Marschak), 레너드 지미 새비지(Leonard Savage)를 비롯한 저명한 경제학자들 밑에서 연구를 했다. 아직 학생일 동안, 그는 당시 시카고에 있던 카울즈 커미션(Cowles Commission)의 회원으로 초대되었다.
마코위츠는 그의 박사 논문 주제로 주식 시장의 분석을 위한 응용수학을 선택했다. 논문의 조언자였던 제이콥 마샥은 그 주제가 카울즈 커미션의 창립자인 알프레드 카울즈(Alfred Cowles)의 주된 관심사임을 언급하여 마코위츠가 그 주제를 수행하도록 독려했다. 그때 당시의 주식 가격에 대한 이해는 존 버 윌리엄스(John Burr Williams)의 현재 가치 모델로 이루어졌다. 그것을 연구하는 동안, 마코위츠는 이 이론이 리스크의 영향에 대한 분석이 결여되어 있음을 깨달았다. 그는 이러한 통찰로 불확실성 하의 포트폴리오 배분에 관한 독창적인 이론을 개발해냈다. 이 이론은 1952년 저널 오브 파이낸스(Journal of Finance)에 실렸다.
1952년에 마코위츠는 랜드 연구소에 취직했고, 조지 단치히를 만났다. 단치히의 도움으로, 마코위츠는 최적화 기법들을 연구하기 시작했다. 이 연구는 최적 평균-분산 포트폴리오를 찾아내기 위한 크리티컬 라인 알고리즘을 개발하는 것으로써, 이 포트폴리오는 나중에 마코위츠 프런티어(Markowitz frontier) 또는 마코위츠의 효율적 투자선이라고 명명되었다. 1955년에 그는 포트폴리오 이론에 대한 논문으로 시카고 대학으로부터 박사 학위를 받았다. 논문의 주제는 다분히 독창적이어서, 마코위츠가 그의 박사 논문을 심사받는 동안 밀턴 프리드먼이 포트폴리오 이론은 경제학이 아니라는 농담을 했다.. 1955년~1956년 동안 마코위츠는 제임스 토빈의 초대로 카울즈 재단에서 일 년을 보냈다 당시 카울즈 재단은 예일 대학으로 이전한 후였다. 그는 1956년 논문에 있는 크리티컬 라인 알고리즘을 출간했고, 재단에서 포트폴리오 배분에 관한 책을 저술하는 데 시간을 보냈는데, 이 책은 1959년에 출간되었다. 1963년, 마코위츠는 버디 메모리 할당 기법을 창안했다.
마코위츠는 1990년, 뉴욕시립대학교의 버룩 칼리지 금융 교수로 있을 때, 노벨 경제학상을 수상했다. 그는 현재 캘리포니아 패서디나위치한 로버트 D. 아르노(Robert D. Arnott)의 투자관리회사 리서치 어필리에이츠(Research Affiliates)에서 고문을 맡고 있다.

## 연구
마코위츠 효율적 포트폴리오(Markowitz Efficient Portfolio)는 주어진 기대수익에 대해 제거 가능한 위험을 모두 제거한 포트폴리오이다. 다시 말해, 포트폴리오의 위험증가 없이는 추가적인 기대수익을 얻을 수 없다는 것이다. 마코위츠 프런티어 또는 마코위츠의 효율적 투자선이란, 각각의 주어진 리스크 수준에서 최상의 기대수익을 제공하는 모든 포트폴리오의 집합이다. 이러한 효율성의 개념은 자본 자산 가격결정모형(Capital Asset Pricing Model)이라 불리는 모델을 개발하는 데 필수적인 역할을 했다.
마코위츠는 또한 예일 매니지먼트 스쿨의 프랭크 J. 파보치(Frank J. Fabozzi) 교수와 함께 《투자 관리의 이론과 실제》(The Theory and Practice of Investment Management)를 공동 저술했다.

## 주요 업적
- Markowitz, Harry M. (1952). “Portfolio Selection”. Journal of Finance 7 (1): 77-91.
- Markowitz, Harry M. (1956). “The optimization of a quadratic function subject to linear constraints”. Naval Research Logistics Quarterly 3: 111-133.
- Markowitz, Harry M. (1959). Portfolio Selection: Efficient Diversification of Investments. John Wiley & Sons, New Jersey. (reprinted in 1970 by Yale University Press, ISBN 978-0-300-01372-6; second edition in 1991, Blackwell Publishing, ISBN 978-1-55786-108-5)